# Viața sportivă (film)
Viața sportivă (titlul original: în engleză This Sporting Life) este un film dramatic britanic, realizat în 1963 de regizorul Lindsay Anderson, după romanul omonim a lui David Storey. Filmul face parte din noul val britanic, protagoniști fiind actorii Richard Harris, Rachel Roberts, Alan Badel, Colin Blakely. 

## Conținut
Frank Machin este un jucător de rugby din Yorkshire. Joacă în echipa condusă de antreprenorul local Gerald Weaver. În timpul unui meci, maxilarul lui Machin este rupt, iar Weaver și un coechipier îl duc la spital. Pe masa de operație, Frank își amintește povestea sa, cum a devenit vedeta acestei echipe de rugby.
Machin este miner și locuiește la văduva Margaret Hammond, care are grijă de el. Își amintește de vremea când Weaver, concurenții săi și coproprietarul clubului Slomer, s-au certat cu el pentru un contract. Frank a profitat de această situație competitivă și a reușit să negocieze cu Weaver un contract bine finanțat. De la el află de asemenea că soțul lui Margaret a murit în compania lui Weaver nu dintr-un accident, ci prin sinucidere.
Frank Machin face carieră și poate cumpăra în curând o mașină sport. Margaret care era depresivă, prinde viață când el o invită pe ea și cei doi copii ai ei într-o o excursie cu mașina nouă. Frank câștigă popularitate ca bărbat dur pentru echipă, dar lui Margaret prea puțin îi pasă. Este jenată de comportamentul aspru al acestuia. Împreună, merg la nunta celui mai bun prieten al lui Frank, Maurice. Acolo ajung la ceartă și se despart. Frank este foarte abătut din această cauză și își descarcă necazul lui Maurice. Vrea să încerce din nou o împăcare cu Margaret, dar mergând la casa ei, află că ea a fost internată la spital. Acolo, în timp ce el veghează la patul ei, Margaret moare. A doua zi având meci de rugby, riscându-și sănătatea în furie și durere, ajunge în cele din urmă pe masa de operație.

## Distribuție
- Richard Harris – Frank Machin
- Rachel Roberts – Margaret Hammond
- Alan Badel – Gerald Weaver
- William Hartnell – "Dad" Johnson
- Colin Blakely – Maurice Braithwaite
- Vanda Godsell – dna. Anne Weaver
- Anne Cunningham – Judith
- Jack Watson – Len Miller
- Arthur Lowe – Charles Slomer
- Harry Markham – Wade
- George Sewell – Jeff
- Leonard Rossiter – Phillips, Sports writer
- Peter Duguid – doctorul
- Wallas Eaton – chelnerul
- Anthony Woodruff – Tom, ober chelnerul
- Tom Clegg – Gower
- Ken Traill – antrenorul
- Frank Windsor – dentistul
- Ian Thompson – căpitanul echipei Batley Town
- Glenda Jackson – o petrecăreață (nemenționat)

## Premii și nominalizări
- Premiile Oscar 1964
  - Nominalizare: Cel mai bun actor pentru Richard Harris
  - Nominalizare: Cea mai bună actriță pentru Rachel Roberts
- Festivalul de Film de la Cannes 1963
  - Premiu pentru cel mai bun interpret masculin pentru Richard Harris
  - Premiul FIPRESCI
- BAFTA 1964
  - Nominalizare: Cel mai bun actor britanic: Richard Harris
  - Cea mai bună actriță britanică (Rachel Roberts)
- Semana Internacional de Cine de Valladolid 1964
  - Espiga de Oro (Spicul de Aur)

## Literatură
- David Storey, Viața sportivă. Editura Univers, Colecția Meridiane, București 1972, Nr. pagini: 414